# الشيخ عبد الله (زنجبار)

تعديل مصدري - تعديل

الشيخ عبد الله هي إحدى قرى عزلة زنجبار بمديرية زنجبار التابعة لمحافظة أبين، بلغ تعداد سكانها 304 نسمة حسب تعداد اليمن لعام 2004.